# Натурален логаритъм
Натуралният логаритъм (на латински: logarithmus naturalis) или естествен логаритъм  е логаритъм с основа математическата константа {\displaystyle e=2{,}718281828459...}. Числото „{\displaystyle e}“ е ирационално и се дефинира като границата на (1+1/n)n при n, клонящо към безкрайност:
{\displaystyle e=\lim _{n\,\to \,\infty }\,\left(1+{\frac {1}{n}}\right)^{n}}.
Натуралният логаритъм от {\displaystyle x} е степента, на която {\displaystyle e} трябва да се повдигне, за да бъде равно на {\displaystyle x}. Ако {\displaystyle x=e^{y}}, тогава {\displaystyle y=\ln x}. Естественият логаритъм от {\displaystyle e} е равен на 1, тъй като {\displaystyle e}1 = {\displaystyle e}, а eстественият логаритъм от 1 е 0, тъй като {\displaystyle e}0 = 1.
Натуралният логаритъм от {\displaystyle x} обикновено се записва като ln x или loge x. По-рядко може да бъде записан и без означаване на основата, само като log x.  Понякога се добавят скоби за яснота: ln(x), loge(x) или log(x).
Естественият логаритъм ln(x) е дефиниран за всички реални положителни стойности на {\displaystyle x}, както и за всички ненулеви комплексни стойности. Въпреки че не е въведена от Джон Непер, тази функция понякога се нарича неперов логаритъм, а числото {\displaystyle e} се нарича неперово число.
По теоремата на Линдеман-Вайерщрас натуралният логаритъм на всяко едно положително алгебрично число без 1 е трансцендентно число.

## Определения
Натуралният логаритъм може да се дефинира по няколко еквивалентни начина.

### Обратна функция на експонентата
Натуралният логаритъм може да се дефинира като обратна функция на експоненциалната функция с равенствата:
{\displaystyle e^{\ln(x)}=x\qquad {\mbox{ако }}x>0\,\!}
{\displaystyle \ln(e^{x})=x.\,\!}
С други думи, той е биекция на множеството на реалните положителни числа върху множеството на всички реални числа, а още по-прецизно погледнато, той е изоморфизъм между групата на реалните положителни числа относно умножението и групата на реалните числа относно събирането:
{\displaystyle \ln :(\mathbb {R} ^{+},\times )\to (\mathbb {R} ,+)}

### Интегрална дефиниция
Формално ln(a) може да се дефинира като областта под графиката на функцията {\displaystyle {\frac {1}{x}}} от 1 до {\displaystyle a}, която се дава с интеграла
{\displaystyle \ln(a)=\int _{1}^{a}{\frac {1}{x}}\,dx.}
Той дефинира логаритъма, тъй като удовлетворява основното свойство на логаритмите:
{\displaystyle \ln(ab)=\ln(a)+\ln(b)\,\!}
Това може да се покаже чрез заместването {\displaystyle t={\tfrac {x}{a}}} по следния начин:
{\displaystyle \ln(ab)=\int _{1}^{ab}{\frac {1}{x}}\;dx=\int _{1}^{a}{\frac {1}{x}}\;dx\;+\int _{a}^{ab}{\frac {1}{x}}\;dx=\int _{1}^{a}{\frac {1}{x}}\;dx\;+\int _{1}^{b}{\frac {1}{t}}\;dt=\ln(a)+\ln(b)}

## История
Идеята за натуралния логаритъм е разбработена от Гегоар дьо Сан-Винсент и Алфонс Антонио де Сараса преди 1649 г. Тяхната работа включва квадратура на хиперболата xy = 1 чрез определяне площта на хиперболичните сектори. Тяхното решение генерира необходимата функция на хиперболичния логаритъм, притежаваща свойства, свързани с натуралния логаритъм.
Едно от най-ранните споменавания на натуралния логаритъм е от Николаус Меркатор в работата си Logarithmotechnia, публикувана през 1668 г., въпреки че през 1619 г. учителят по математика Джон Спейдъл вече е бил съставил таблица на натурални логаритми.

## Конвенции за обозначения
Обозначенията ln x и loge x се отнасят недвусмислено до натуралния логаритъм от {\displaystyle x}, а log x без означена основа може също да се отнася до натуралния логаритъм. Тази употреба е често срещана в математиката, заедно с някои научни контексти, както и в много езици за програмиране.  Обаче в някои други контексти, като например химия, log x може да се използва за обозначаване на десетичния логаритъм (с основа 10). Може също да се отнася до двоичния логаритъм (с основа 2) в контекста на компютърните науки, особено в контекста на времевата сложност. В калкулаторите log x може да означава една от двете функции десетичен или натурален логаритъм – другата съответно е означена с еднозначния си символ ln x или lg x. 

## Свойства
- {\displaystyle \ln 1=0}
- {\displaystyle \ln e=1}
- {\displaystyle \ln(xy)=\ln x+\ln y\quad {\text{за }}\;x>0\;{\text{и }}\;y>0}
- {\displaystyle \ln(x^{y})=y\ln x\quad {\text{за }}\;x>0}
- {\displaystyle \ln x<\ln y\quad {\text{за }}\;0<x<y}
- {\displaystyle \lim _{x\to 0}{\frac {\ln(1+x)}{x}}=1}
- {\displaystyle \lim _{\alpha \to 0}{\frac {x^{\alpha }-1}{\alpha }}=\ln x\quad {\text{за }}\;x>0}
- {\displaystyle {\frac {x-1}{x}}\leq \ln x\leq x-1\quad {\text{за}}\quad x>0}
- {\displaystyle \ln {(1+x^{\alpha })}\leq \alpha x\quad {\text{за}}\quad x\geq 0\;{\text{и }}\;\alpha \geq 1}